# Pandèmic
Pandèmic (en anglès Pandemic) és un joc de tauler cooperatiu de l'autor Matt Leacock, publicat per Z-Man Games el 2007. L'objectiu del joc és erradicar mitjançant la col·laboració entre els jugadors quatre malalties potencialment letals al voltant del món, cadascuna de les quals fa estralls en una zona específica de la Terra. El juny de 2016, l'empresa Devir va publicar la versió en català.

## Funcionament
Al seu torn, cada jugador pot moure el seu personatge i tractar els cubs de les ciutats que es va trobant o bé intercanviar cartes amb els companys pet tal que un sumi cinc cartes del mateix color i pugui anar al centre mèdic per curar la malaltia que representa aquell color. Per tal de canviar la carta, els dos jugadors s'han de trobar a la ciutat afectada, que està dibuixada sobre un mapamundi.
Cada jugador té a més a més un rol específic que li dona uns poders especials: responsable de transports, mèdic, científic, investigador, expert en operacions en la primera versió i el 2016 es van afegir el planificador de contingències i l'especialista en quarantenes. El responsable de transports pot moure automàticament un jugador al mateix punt que un altre, el mèdic pot tractar més d'un cub d'una sola tacada, el científic necessita només quatre cartes per trobar la cura, l'investigador pot donar (però no rebre) cartes a qualsevol ciutat, l'expert en operacions pot construir els centres mèdics, el planificador de contingències pot recuperar les cartes d'ajuda i l'especialista en quarantenes pot protegir una zona per tal que no s'infecti.

## Premis i reconeixements
- 2009
  - BoardGameGeek Golden Geek: Millor joc per a famílies[3]
  - Deutscher Spiele Preis: 3r classificat.